# 24時間テレビ25 愛は地球を救う
24時間テレビ25「愛は地球を救う」 家族で笑ってますか…?（24じかんテレビ25「あいはちきゅうをすくう」 かぞくでわらってますか…?）は、日本テレビ系列にて2002年8月17日（土曜日）18:30 - 8月18日（日曜日）20:54まで生放送された25回目となる『24時間テレビ』である。

## 概要
この回より番組放送終了時間が20:54までに延長され、番組放送時間が26時間30分となった。以降は一部の回を除き、2025年現在までこの放送時間で行うようになる。

## 出演者

### 総合司会
- 徳光和夫
- 松本志のぶ（当時・日本テレビアナウンサー）

### チャリティーパーソナリティー
- モーニング娘。

### 番組パーソナリティー
- 雨上がり決死隊（蛍原徹・宮迫博之）

### スペシャルサポーター
- えなりかずき

### チャリティーアスリート
- ケイン・コスギ

### チャリティーキャラクター
- 石塚英彦（ホンジャマカ）

### チャリティーマラソンランナー
- 西村知美

### THE深夜もヒッパレ Club24
- 三宅裕司
- 中山秀征
- 赤坂泰彦
- 米倉涼子

### 武道館に訪れたゲスト
- 正司歌江（かしまし娘、ケインとは「パワーバンク」で共演）

## スタッフ
- 構成：関根清貴、川原慶太郎、大村たかゆき、北村安湖 / 上野耕平、内海譲司、坂本茜、櫻井昭宏、沢口義明、菅野聖、高梨武志、塚田ゆみ、三木陸郎、水野しげゆき

日本武道館
- - テクニカルマネージャー：貫井克次郎、勝見明久
  - テクニカルディレクター：福王寺貴之
  - スイッチャー：望月達史、木村博靖、遠藤裕二、角田洋子
  - 照明：関仁、内藤晋
  - 美術プロデューサー：中原晃一、石附千秋
  - 美術デザイナー：久保玲子、中村桂子
  - マルチモニターSW：杉本憲隆、天野雅洋
  - TK・DSS：中村ひろ子、井﨑綾子、阿部直子、矢島由紀子、大岡伸江、北須賀恵美、長谷川和美、田中彩、山際慎子
  - コーディネーター：内藤智子、渡辺義人、加藤智康、福田浩一郎、植原佳世子
  - ステージング：土居甫
  - オーディオコーディネーター：鳥飼弘昌
  - 編曲：たかしまあきひこ、永作幸男、しかたたかし
  - 演奏：ガッシュアウト、東京音楽事務所
  - 手話コーラス隊：愛の小鳩事業団 手話コーラス部
  - コーラス：日本テレビタレントセンター / ミュージッククリエイション、フィジー
  - 歌唱指導：橋本賀代子
  - アシスタント：日本テレビイベントコンパニオン
  - FAX：森下泰男、藤村利晴、小野日出紀、河野雄平
  - フロアディレクター：舟澤謙二、長谷川賢一、杉岡士朗、竹田次彦、氣賀澤宏隆、平野進、高橋康之、今井大輔、佐々竜太郎
  - ディレクター：環真吾、中谷聡、原司、徳永清孝

家族からのラブレター
- - 音効：吉田比呂樹
  - 映像協力：円谷プロダクション、東宝株式会社
  - ディレクター：小島俊一、滝田朋之、鴨井義明、浦田祐一郎、持田順也、米川昭吾、畑山あゆみ、硲口静佳
  - プロデューサー：北條伸樹、松井昂史、日原直子、和田隆
  - 演出：丸山信也

THE深夜もヒッパレ Club24
- - TM：古井戸博
  - テクニカルディレクター：吾妻光良
  - 音声：川合亮
  - 照明：阿部権治
  - 調整：八木一夫
  - 音効：村田好次
  - 音楽：小田敏文
  - PA：辻直哉
  - TK：石橋葉子、坂本幸子、春日千佳子
  - クレーン：中村将直、関川常裕
  - 美術プロデューサー：鈴木喜勝
  - 美術デザイナー：道勧英樹
  - 制作進行：比留間晃則
  - アシスタントプロデューサー：高田優美
  - ディレクター：佐藤正樹、石澤達、千葉昭、川邊昭宏、徳竹陽介、前田直敬
  - プロデューサー：津田誠
  - 演出：菅原正豊

深夜企画
- - テクニカルディレクター：今井正
  - スイッチャー：高梨正利
  - カメラ：山田祐一
  - MIX：鈴木佳一
  - 音声：山口考志
  - 照明：中瀬有紀
  - 美術デザイナー：ト部亜喜
  - 装置：入江豊
  - 電飾：稲葉光宣
  - 装飾：宍倉正一
  - アシスタントプロデューサー：井野和美、岩崎都、山田清佳
  - ディレクター：小林満、武石政人、山崎勝、白野勝敏、安彦和弘、福元洋之、柳岡秀一、佐藤三羽一、成瀬広靖
  - プロデューサー：金田有浩、桑沢紅子
  - 演出：三觜雅人

日本列島・家族の笑顔
- - ディレクター：上野真二、石尾純、作本俊彦

おデブちゃんと呼ばないで!友情の富士登山
- - テクニカルディレクター：長沢茂、八木孝之、赤池貞仁
  - スイッチャー：小長井信弥
  - カメラ：杉山陽彦、藤川秀人
  - MIX：藤下真吾
  - ディレクター：福島伸次郎、古橋光義、金沢浩二、中原芳、髙野正樹、市野雅一、桜井晴彦、鈴木隆秀
  - 中継ディレクター：笠井順
  - プロデューサー：篠崎幸生、森下典子、藤田育生、松崎裕、吉川保志
  - 演出：高橋雅昭

2002小学生背中渡り競走KOREA JAPAN
- - テクニカルディレクター：清宏
  - 照明：細川登喜二
  - スイッチャー：森田康司
  - カメラ：田村正己
  - 音声：細井憲次
  - 装置：田村佳久
  - コーディネーター：MEDIX KOREA
  - アシスタントプロデューサー：安田久美子、加藤智康
  - ディレクター：加納成人、柳川剛
  - プロデューサー：江尻直孝、本多雅春
  - 演出：高谷和男

日ソ女子バレーボール
- - テクニカルディレクター：柴田康弘、三沢津代志
  - 映像：山本義治
  - 音声：伊藤大以佐
  - 照明：小川勉
  - 装置：前野博幸
  - ディレクター：若林愛美、西田紀章、長縄亮
  - 中継ディレクター：酒井基成、伊東修、稲垣眞一、岡本和孝
  - プロデューサー：菅沼和美、光岡裕子、後藤範之
  - 演出：石田昌浩

奇跡のアスリート
- - ディレクター：松山和久、宮本靖広、西内武史、石井栄子
  - 中継ディレクター：長島武郎、木戸弘士
  - プロデューサー：野瀬眞、土生直樹
  - 演出：鈴木康正、下村忠文

日本初!車イスでトライアスロンに挑戦
- - テクニカルディレクター：佐治佳一、大久保龍二
  - カメラ：小椋敏宏
  - 連絡線：小西雅人
  - マイクロ：佐久間丈貴、村田康博、堅田秀嗣、入江浩文、本田達昭
  - 美術：東谷武文、中野賢二
  - 装置：西日本シミズ
  - 協力：サクラスイミング、アクセスインターナショナル、本渡市、天草フィルムコミッショナー、三角海上保安部、バラエティクラブジャパン
  - 医療協力：大岩泰之
  - 指導：千葉雅昭
  - アシスタントディレクター：内山陽子、高宮恵蔵、荻原球
  - アシスタントプロデューサー：石川京子、中田真紀
  - ディレクター：川久保貴之、中西健、長瀬久司、後藤隆一郎、笠原保志、真木健一郎、本間千映子、内田潔、中澤洋貴、高畑伸彦、大嶽一豪
  - プロデューサー：竹村薫
  - 演出：瓜生健、米澤敏克

爆笑家族!珍プレー好プレー!!
- - テクニカルディレクター：森山新、森田恭章
  - スイッチャー：山根寿彦、村田陸彦
  - カメラ：岩倉康宏、青木謙一
  - 音声：南雲長忠、木村宏志
  - 照明：鈴木博勝
  - 美術：田中淳子
  - 装置：品田昌則
  - ディレクター：成田理
  - アシスタントプロデューサー：山子千鶴
  - プロデューサー：加藤晋也
  - 演出：福士睦

東銀座日産本社ギャラリー
- - 特別協賛：日産自動車
  - テクニカルディレクター：正井祥二郎
  - カメラ：諏訪勝
  - 音声：小沢太
  - 照明：山本智浩
  - ディレクター：大山恭平、福田俊哉

笑点
- - テクニカルディレクター：蜂谷道雄
  - スイッチャー：今野克裕
  - 音声：日下部巌
  - 美術デザイナー：磯村英俊
  - 装飾：丸山善之
  - 衣裳：佐々木皖子
  - ディレクター：大畑仁
  - プロデューサー：飯田達哉

告知
- - ディレクター：松井恵美、菅野明子、清野美紀、山崎紫麻子
  - プロデューサー：中川幸美、久保田隆
  - 演出：田中裕樹

藤原紀香 激動のアフガニスタンを行く!
- - 技術：山本啓太、星伴吉
  - アシスタントディレクター：紺田大輔、金森孝宏
  - アシスタントプロデューサー：渡辺嘉子
  - ディレクター：加賀谷健吾、納富隆治
  - プロデューサー：荻原伸之、杉村和彦

松浦亜弥16歳 感動のカンボジア体験記
- - カメラ：海野太郎
  - VE：河内恵一
  - 音声：荒井伸元
  - コーディネーター：大竹信也
  - アシスタントディレクター：宮下勇二
  - ディレクター：小笠原豪
  - プロデューサー：阿部滋子

モーニング娘。企画
- - ロケカメラ：樋口英則、島田一男、田中伸幸
  - 制作進行：熊谷春香
  - 協力：チェアウォーカー雑誌WaWaWa、松永製作所
  - アシスタントプロデューサー：酒井正義、佐々木雅子、平山美由紀
  - ディレクター：廣田健介、高戸大悟、滝沢純一、長田昌之、竹山耕太郎 / 江成真二、林田竜一、卯目速人、小久保光雄
  - プロデューサー：天笠ひろ美、日向野明
  - 演出：南波昌人

ミニモニ。天気予報
- - ディレクター：三上絵里子、小野隆史
  - プロデューサー：脇山浩一

ありがとうFAX
- - ディレクター：小江翼、佐津川陽
  - プロデューサー：中山憲明

小児糖尿病に負けるな!友情のエアロピック
- - ディレクター：佐藤健二郎、熊谷充史、中野テツジロ
  - プロデューサー：佐藤俊一

レーナ・マリア 奇跡の歌姫
- - ディレクター：合六幸恵
  - プロデューサー：湯口智子

西村知美100㎞マラソン
- - テクニカルディレクター：保刈寛之、田村好彦、飯島章夫、時見正和、小野敏之
  - カメラ：黒木貴博、石渡裕二
  - 音声：長南聡子
  - VE：落合俊輔
  - ドライバー：猪狩秀信、畠山正博
  - 照明：河合俊明
  - ヘリコプター：佐藤幸一郎、田中博
  - 美術デザイナー：近藤純子
  - 装置：峰崎俊輔
  - 電飾：米津慎太郎
  - 特殊効果：大宮敏明
  - コーディネーター：山田泰
  - GPS：梅沢正亮
  - CVセンター：諏訪陽介
  - マラソンコーディネーター：坂本雄次、村嶋芳樹、中川修一
  - 制作進行：石井希和、田口美和子
  - ディレクター：小川明人、前田直彦、渡辺卓郎、高野透矢、山口博之、大野光浩、馬杉光
  - プロデューサー：小路丸哲也、川邊哲也、阿河朋子
  - プロデューサー・演出：中村博行
- 広報：薗田恭子、村上淳一
- 音楽効果：小川彦一、村上義行、金沢裕一、吉田茂、見浪史郎、橋本いづみ
- 営業：石川智子、北川俊介
- 編成：上田識喜
- CM進行：濱崎泰彦、高松圭子
- 回線コーディネーター：石波敏行
- 技術テクニカルマネージャー：原泰造、勝見明久
- 技術協力：日本テレビアート、NTV映像センター、日本テレビビデオ、コスモ・スペース、タムコ、共立、バンセイ、千代田ビデオ、テレテック、朝日航洋、田中電気、日本有線テレビ、ジャパンテレビ、明光セレクト、日放、東京音研、MIDGET、さがみエンヂニアリング、トムキャット、日本テレビワーク24、テシコ、三穂電機、カスト
- 制作協力：IVSテレビ、アガサス、安寿、アンメック、えすと、NTV映像センター、オン・エアー、5年D組、ザ・ワークス、CRネクサス、ジッピー、翔テレビジョン、創輝、DNP、日企、日本テレビエンタープライズ、ハウフルス、モスキート、ランナーズウェルネス、ユニオン映画、リュウ・エンタープライズ
- 「24時間テレビ」チャリティー委員会事務局：江間靖男 / 伊藤喜三郎、広沢みどり、稲田正子、中島尚子、池田裕美、山田有美 / 全国のボランティアの皆さん、ボランティア東京委員会、草の根チャリティーネットワーク
- 警備本部：酒井武、安齋健一郎、高島修 / 奴賀正美

Kサブ放送本部
- - テクニカルディレクター：土屋隆
  - 音声プランナー：山口裕司
  - VE：江頭恭二、新名大作、各務裕之、佐藤満
  - スイッチャー：村松明、今泉雅晴、滝沢壮治、三井隆裕、江村多加司、小林宏義
  - TK・DSS：居波初子、山沢啓子、柏木梨佐、長坂真由美、赤﨑洋子、山本美衣、田中綾、石黒好美、竹島祐子、萩原裕美
  - 回線コーディネーター/UV：倉田圭子、深井紀行、蒲谷典久、石井伸吾、紙谷常二、三井利行、中島聡子、服部完英、牧瀬太重、升田久美、遠藤恵子、青木芳人、石坂完爾
  - 技術コーディネーション：徳丸郁
  - 演出：毛利忍
  - ディレクター：宮本誠臣、横山裕康、伴在正行、大角誠
- 制作進行：川上トリオ、中條理麻 / 東原祐子、斉藤寿
- エグゼクティブディレクター：神戸文彦
- プロデューサー：中村元気、寺内壮、鈴木雅人、中村英明、面高直子、藤井淳、金田有浩、戸田一也、松本浩明
- 演出：小澤龍太郎、村上和彦、森實陽三
- 総合演出：髙木章雄
- チーフプロデューサー：吉田真
- 制作指揮：福島真平
- 製作著作：日本テレビ